# Ариш (Марку-де-Канавезеш)
Ариш (порт. Ariz) — район (фрегезия) в Португалии, входит в округ Порту. Является составной частью муниципалитета Марку-де-Канавезеш. По старому административному делению входил в провинцию Дору-Литорал. Входит в экономико-статистический субрегион Тамега, который входит в Северный регион. Население составляет 1772 человека на 2001 год. Занимает площадь 4,07 км².